# Odalrico I di Barcellona
Odalrico, chiamato anche Odalric, Odalrih, Odelric, o Udalrich. Odalric in francese, in catalano, e Odalrico in spagnolo, in portoghese e 'in galiziano. Odalricus in latino (tra la fine dell'VIII e l'inizio del IX secolo – dopo l'859), è stato conte di Barcellona, Gerona, Empúries e Rossiglione e marchese di Gotia (o Settimania) dall’852 all’858 e dall'859 alla sua morte conte di Argengau e Linzgau.

## Origini
Nobile di origine franca, di cui non si hanno certezze sugli ascendenti:
- Secondo alcuni era figlio del conte della stirpe degli Unrochingi Unroch[1] (?-853) e di Engeltrude di Parigi, figlia di Begone di Tolosa e di Alpaïs (?-852), figlia illegittima di Carlo Magno[2]. Unroch II è citato come uno dei nobili sassoni di Vestfalia che, nell'802, giurarono fedeltà a Carlo Magno e poi fu, sempre per l'imperatore, nell'806, tra i suoi missi dominici e, secondo la Vita Hludowici Imperatoris, fu tra i testimoni del testamento di Carlo Magno dell'811 e nello stesso anno fu uno dei firmatari della pace con i vichinghi. Nell'839 risulta conte di Ternois (nell'attuale dipartimento del Passo di Calais). In tarda età si ritirò nell'abbazia di San Bertino, dove era abate il terzo figlio Adalardo (ca.810-864) e dove morì, nel novembre 853. Suoi fratelli furono il marchese del Friuli (853-864) Eberardo (812-864), che sarà il padre dell'imperatore Berengario del Friuli (850-924) ed il conte di Tolosa (816-835) e di Barcellona (832-835) Berengario il Saggio (?-835).
- Un'altra ipotesi vuole che suo padre fosse invece il margravio d'Istria della stirpe dei Burcardingi Unfrido (?-dopo l'808) e di Hitta (Hidda): siccome sua madre, Engeltrude, in prime nozze aveva sposato il suddetto margravio Unifredo, che era anche conte di Argengau e Linzgau, alcuni sostengono che Odalrico di Barcellona fosse suo figlio[3][4].

## Biografia

La penisola iberica con a nord la marca di Spagna e Tolosa verso la metà del IX secolo

Dopo che il re d'Aquitania, Pipino II, tradito dal conte Sancho II di Guascogna, nell'852, fu consegnato a Carlo il Calvo e perse definitivamente il trono d'Aquitania, finalmente la pace fu ratificata mediante un trattato, Odalrico venne investito del titolo di conte di Barcellona e marchese di Gotia (o Settimania), sostituendo Alerano; infatti dal documento n° LXXVI delle Histoire Générale de Languedoc, nell'852, Odalrico viene citato come conte di Gotia (Udulricus commis in villa Crispiano in territorio Narbonense).
Durante il suo governo dovette combattere contro al-Andalus, contro l'emiro di Cordova, Muḥammad I ibn ʿAbd al-Raḥmān, ma partecipò soprattutto alle lotte di successione del regno di Aquitania: verso la fine dell'853 e l'inizio dell'854, Ludovico II il Germanico, tramite suo figlio Ludovico il Giovane, cercò di appropriarsi dell'Aquitania, mediante trattative con la nobiltà. Nell'agosto 854, Carlo il Calvo reagì ed entrò in Aquitania con Odalrico. Contemporaneamente l'ex re di Aquitania Pipino II, fuggì di prigione, attirando i nobili dalla sua parte, che abbandonarono Ludovico il Giovane. Ma poco dopo i nobili abbandonarono Pipino e si sottomisero a Carlo il Calvo, che a Limoges, nell'855 incoronò nuovo re d'Aquitania suo figlio Carlo il Bambino, a cui molto probabilmente intervenne anche Oldarico.
Nel documento n° LXXVIII delle Histoire Générale de Languedoc, nell'854, il re dei Franchi occidentali, Carlo il Calvo lo definisce il nostro diletto marchese Oldarico (marchionis nostri Odalrici)"[174].
Nell'856 l'emiro Muhammad I, riconciliato con Musa ben Musa dei Banu Qasi, organizzò una spedizione contro la contea di Barcellona, che portò alla distruzione di diversi castelli e la perdita del castello di Tarrasa; la fiducia di Carlo il Calvo in Odalrico, venne meno.
Nell'857, la nobiltà appoggiò nuovamente Pipino II, che nel frattempo si era alleato con i vichinghi; forse anche Oldarico si unì ai ribelli con i maggiori feudatari di Neustria, per cui all'inizio dell'858, o forse prima, fu destituito e rimpiazzato con Unifredo. Il 21 marzo 859, giurò nuovamente fedeltà a Carlo il Calvo, ma inutilmente.
Ludovico il Germanico gli aveva concesso le contee di Argengau e Linzgau, come viene confermato dal documento n° 83 del Diplomatum Regum Germaniae ex stirpe Karolinorum, tomus I, datato 15 maggio 857.
Non si conoscono né la data né il luogo della sua morte. Comunque, in due documenti dello Spicilegium II viene citato il conte Odalrico, nelle Historia Ecclesiæ Cisoniensis, per il testamento di Eberardo del Friuli e per una donazione successiva alla sua morte, per cui è ancora vivo nell'866.

## Discendenza
Di Odalrico non si conosce né il nome della moglie né alcuna discendenza.

### Fonti primarie
- (LA)  Spicilegium II.
- (LA)  Monumenta Germaniae Historica, Diplomatum Regum Germaniae ex stirpe Karolinorum, tomus I.
- (LA)  Histoire Générale de Languedoc,. Tome II, Preuves.

### Letteratura storiografica
- René Poupardin, I regni carolingi (840-918), in Storia del mondo medievale, vol. II, 1999, pp. 583–635
- (EN) The Development of Southern French and Catalan Society, 718-1050, su libro.uca.edu.